# Hansa-Haus (Bad Godesberg)

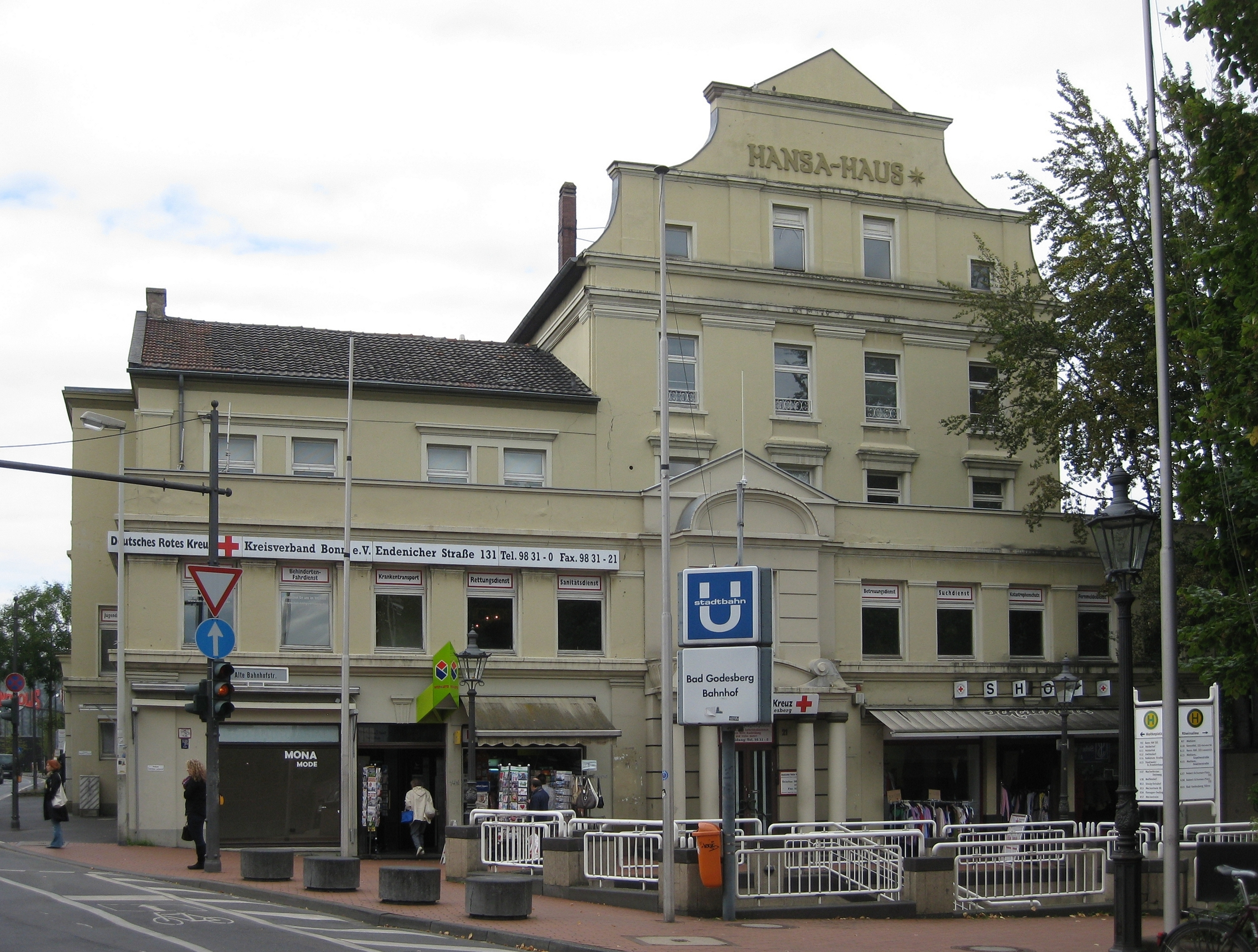
Hansa-Haus (2011)

Das Hansa-Haus ist ein Geschäfts- und Bürohaus in Bad Godesberg, einem Stadtbezirk von Bonn. Es geht auf ein um 1870 errichtetes Hotel zurück und ist seit 1979 im Besitz der Stadt Bonn.

## Lage
Das Hansa-Haus liegt am Rande des Godesberger Zentrums an der Ecke Moltkestraße/Alte Bahnhofstraße (Adresse: Moltkestraße 41/Alte Bahnhofstraße 21) direkt an der linksrheinischen Eisenbahnstrecke und am U-Bahnhof Bad Godesberg Bahnhof.

## Geschichte

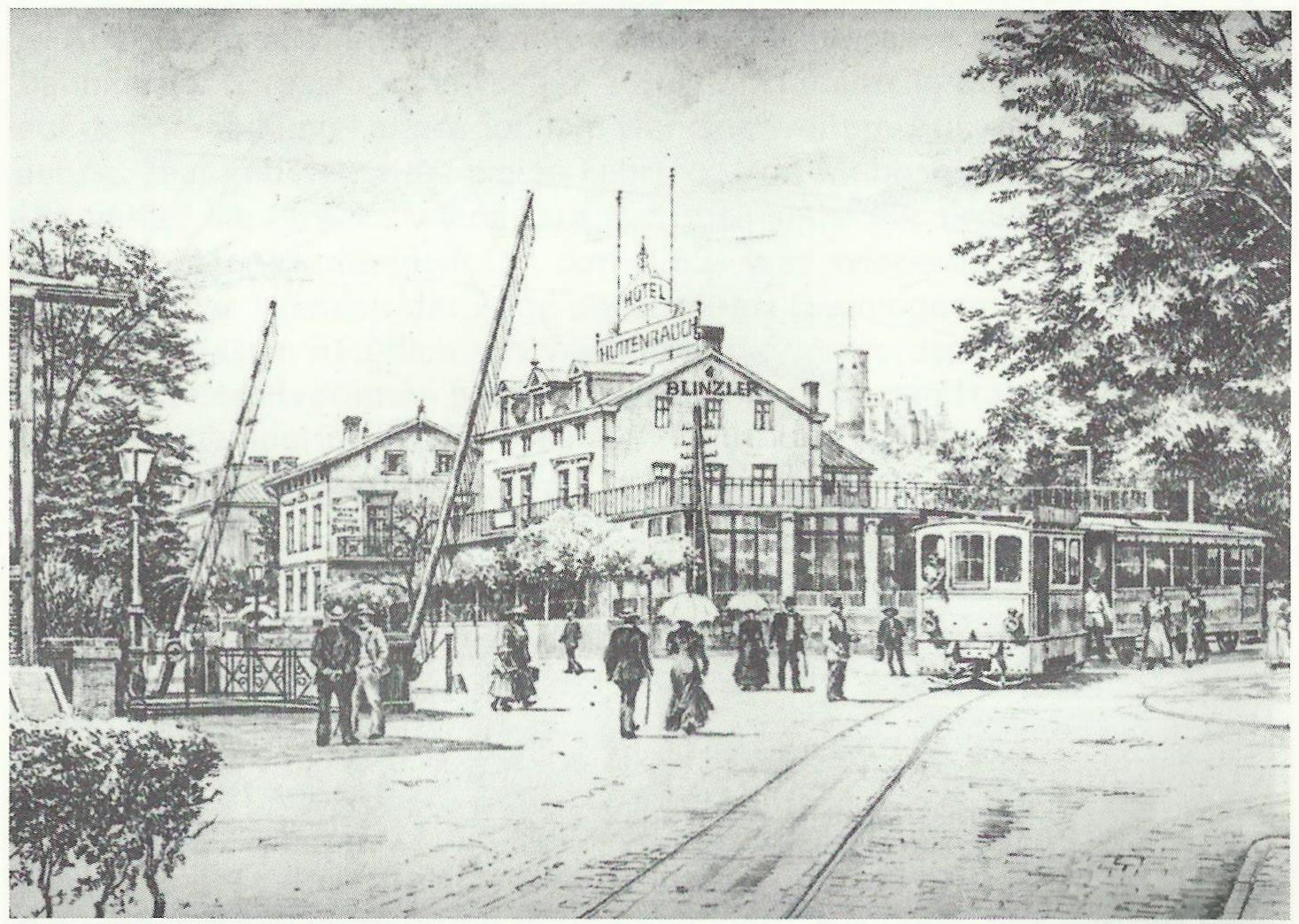
Straßenbahn Bonn–Godesberg–Mehlem an der Haltestelle Rheinallee, hinten das Hotel Hüttenrauch/Blitzler (um 1895)

Das Gebäude entstand um 1870 als Hotel für Anton Blinzler, vormals Wirt im Bahnhof Rolandseck. Später firmierte es als „Hotel-Restaurant mit Gartenwirtschaft“. Unter einem der nachfolgenden Besitzer ab 1892 verfügte der nunmehr nach diesem als „Hotel Hüttenrauch (vormals Blitzler)“ bezeichnete Betrieb über 70 Zimmer, Bäder, Salons, kleine und große Säle sowie eine Stallung für Reitpferde (Stand: 1897). Um 1900 entstand für das Hotel zur Bahn hin ein großer Anbau. Aufgrund der den Hotelbetrieb beeinträchtigenden Großbaustellen zur Höherlegung der gegenüberliegenden Eisenbahnstrecke und zum Bau der Fußgängerunterführung zwischen Bahnhofstraße und Rheinallee ab 1909 musste das Hotel seinen Betrieb einstellen und gelangte 1911 im Zuge des Insolvenzverfahrens in den Besitz der Bonner Bank. Anschließend stand das Gebäude leer. Im Ersten Weltkrieg mietete die Stadt Godesberg einige Räume als Suppenküche an, ab August 1915 diente es zudem als Soldatenheim und ab dem Hungerwinter 1917/18 als „Volksspeisehaus“. Nach Kriegsende beheimatete es unter Beschlagnahme der französischen Besatzungsmacht (bis 1926) und unter dem Namen Quartier Lannes ein Centre d`Instruction et de Rééducation Physique.
1926 erwarben die Zentrums-Politiker Peter Hensen und Peter Blumenthal (1881–1974) das Gebäude und richteten dort in den ehemaligen Hotelräumen die Redaktion und im Seitenflügel mit dem ehemaligen Speisesaal die Druckerei der Rheinischen Verlagsanstalt als Herausgeberin der Godesberger Volkszeitung ein. Um diese Zeit entstand auch ein Vorbau mit Ladenzeile. Seit 1927/28 wird das Gebäude Hansa-Haus genannt. 1929 wurde hier mit einer Zweigstelle der Siebengebirgsbuchhandlung von August Busch in Honnef die damals einzige katholische Buchhandlung in Godesberg eröffnet. Nachdem die Godesberger Volkszeitung in der Zeit des Nationalsozialismus aufgrund eines Verbots 1934 eingestellt worden war, mussten Hensen und Blumenthal die Immobilie 1936 verkaufen. Die nun beschlagnahmte Druckerei wurde jedoch weiterhin betrieben. Am 15. Februar 1945 wurde das Hansa-Haus im alliierten Luftkrieg durch eine Luftmine schwer beschädigt. Nach Ende des Zweiten Weltkriegs konnte die Druckerei wieder von den ursprünglichen Besitzern der Rheinischen Verlagsanstalt in Betrieb genommen werden, die in dem Haus noch mindestens bis in die 1980er-Jahre ansässig war. In den 1960er-Jahren wurde im Hansa-Haus die erste Diskothek Bad Godesbergs eröffnet. Anfang bis Mitte der 1970er-Jahre hatte hier die Geschäftsstelle des Deutschen Imkerbunds ihren Sitz.
1979 erwarb die Stadt Bonn das Gebäude, da es für einen Ausbau der damals auf der Moltkestraße verlaufenden Bundesstraße 9 (1999 in den Godesberger Tunnel verlegt) abgebrochen werden sollte. Nachdem diese Pläne aufgegeben wurden, wurde das Hansa-Haus als städtisches Gebäude erhalten und 1983/84 saniert, um es abgesehen von der Ladenzeile vor allem an Vereine und andere Organisationen zu vermieten. Das Obergeschoss des Vorbaus beherbergte nun ein Sport- und Fitness-Center, später hatte hier das Deutsche Rote Kreuz seine örtliche Einsatzbereitschaft. Der Verein Bonner Rockmusiker (VBR), der die Klangstation betrieb, verfügte im Hansa-Haus über ein Büro und Übungsräume. Nach einem Beschluss des Stadtrats im Oktober 2012 wurde das zuletzt heruntergekommene Gebäude von 2013 bis Frühjahr 2016 in vier Bauabschnitten für 1,8 Millionen Euro saniert, um dort unter anderem das vom Musiknetzwerk Bonn gegründete Rock & Pop Zentrum Bonn zu etablieren. Am 24. September 2016 wurde das sanierte Hansa-Haus mit einem Tag der offenen Tür eröffnet.

## Nutzung
Das Hauptgebäude mit Eingang an der Moltkestraße beheimatet nach dem Umbau zum Rock & Pop Zentrum 15 Proberäume sowie einen Mehrzweckraum mit 100 bis 130 Plätzen für Konzerte, Workshops und Seminare. Im Erdgeschoss des Anbaus zur Alten Bahnhofstraße sind Geschäfte und ein Jugendtreff untergebracht. Im Obergeschoss bietet er Platz für mehrere Vereine, darunter den seit 1984 im Haus ansässigen Godesberger TV. Die Nutzfläche des Gebäudes beträgt rund 1800 Quadratmeter.